# Panhard Dyna Х
Panhard Dyna X — легковий автомобіль, що виготовлявся французькою компанією «Панар» (фр. Société des Anciens Etablissements Panhard et Levassorт) у 1947—1954 рр.
Перехід компанії «Панар» з виробництва бізнес-автомобілів до малолітражок пояснювався планом реконструкції та модернізації повоєнної французької автомобільної промисловості («Планом Пона»).
Перші зразки автомобіля з'явились у 1945 р, а через рік він був представлений на Паризькому автосалоні під назвою AFG (фр. Aluminium Français Grégoire) Dyna. До створення легковика мала відношення компанія «Сосьете алюмініум франсез» (САФ).
Автомобіль відрізнявся прогресивною передньопривідною конструкцією з розміщеним у передньому звисі опозитним 2-циліндровим двигуном. Агрегат мав повітряне охолодження, виконані однією деталлю з головками циліндри, механізм газорозподілу типу OHV з шевронними шестернями приводу розподільного вала. Незвичною була і конструкція трансмісії (як для передньопривідного автомобіля): головна передача знаходилась за коробкою передач. Обертовий момент до передніх коліс передавався здвоєними карданними шарнірами.
Підвіска усіх коліс була незалежною, передня мала дві поперечні ресори, задня — торсіони. Колеса були бездисковими, їх ободи кріпились до гальмівного барабану 5-ма болтами. Типорозмір шин: 5,30—16
Облицьований алюмінієвими панелями дерев'яний каркас кузова відрізнявся малою надійністю, незважаючи на наявність окремої лонжеронної рами. Сидіння мали гумові стрічки замість пружин.
Всього було виготовлено 47 049 автомобілів.
| Модель          | Шасі | Період виробництва | Робочий об'єм | Податкова потужність | Максимальна потужність  |
| --------------- | ---- | ------------------ | ------------- | -------------------- | ----------------------- |
| Dyna 100        | X 84 | 12/1945 — 08/1949  | 610 см3       | 3 CV                 | 22 к. с. (16 кВт)       |
| Dyna 110        | X 85 | 01/1950 — 01/1953  | 610 см3       | 3 CV                 | 28 к. с. (21 кВт)       |
| Dyna 120        | X 86 | 01/1950 — 01/1953  | 745 см3       | 4 CV                 | 33 к. с. (24 кВт)       |
| Dyna 120 Sprint | X 86 | 02/1950 — 06/1953  | 745 см3       | 4 CV                 | 36-37 к. с. (26-27 кВт) |
| Dyna 130        | X 87 | 04/1952 — 10/1953  | 851 см3       | 5 CV                 | 38 к. с. (28 кВт)       |
| Dyna 130 Sprint | X 87 | 04/1952 — 10/1953  | 851 см3       | 5 CV                 | 42 к. с. (31 кВт)       |
| Scarlette       | X 90 | 05/1953 — 05/1954  | 851 см3       | 5 CV                 | 40 к. с. (29 кВт)       |

Індекси типу 100, 120, 130 відображали максимальну швидкість автомобіля (у км/год, відповідно).
Попри появу в 1954 р. наступника (Panhard Dyna Z) спортивні версії моделі Х продовжували виготовляти ще кілька років (приклад — Panhard Dyna Junior).